# Brisighella
Brisighella (Briṣiġèla in romagnolo) è un comune italiano di 7 177 abitanti della provincia di Ravenna in Emilia-Romagna.
Il borgo è caratterizzato da tre cime rocciose (i "Tre Colli"), su cui poggiano, rispettivamente, la Rocca Manfrediana (XIV secolo), il santuario del Monticino (XVIII secolo) e la torre detta dell'Orologio, ricostruita nell'Ottocento sulle rovine di un preesistente insediamento difensivo del XII secolo.
Il territorio comunale include una parte del Parco regionale della Vena del Gesso Romagnola, patrimonio UNESCO componente del sito "Carsismo nelle evaporiti e grotte dell'Appennino settentrionale". L'area gode di un terreno e un microclima particolarmente favorevoli per la coltivazione dell'ulivo, nello specifico la varietà «Nostrana di Brisighella» dalla quale si ottiene l'olio extravergine di oliva «Brisighella», che è stato il primo in Italia a ottenere la Denominazione di Origine Protetta (DOP) nel 1996. 

## Geografia fisica
Il comune di Brisighella è il più meridionale della provincia di Ravenna. 
Il capoluogo comunale sorge a circa 12 km a monte della città di Faenza e a 50 km a sud-ovest di Ravenna, a ridosso dei primi rilievi dell'Appennino faentino, a 115 metri s.l.m.. 
È attraversato dal fiume Lamone, che percorre l'omonima valle a cavallo tra Toscana e Romagna.
Confina a sud con la Toscana (città metropolitana di Firenze) nell'area del Mugello e a sud-est con la provincia di Forlì-Cesena, nella zona tra Appennino faentino e Appennino forlivese.

## Origini del nome
Il toponimo deriva secondo alcuni autori da *brisca, *bresca, prelatino, riferendosi al territorio collinare poroso, da confrontare con il romagnolo brisca ‘favo’ e il siciliano briscale ‘terra spugnosa’; più realisticamente è da mettere in relazione a bréṣega che in Polesine significa 'piccolo appezzamento di terreno' ed è in relazione con l'italiano briciola; nel territorio polesano ha dato origine a nomi di luogo come Breṣega e Breṣeghina.

## Storia

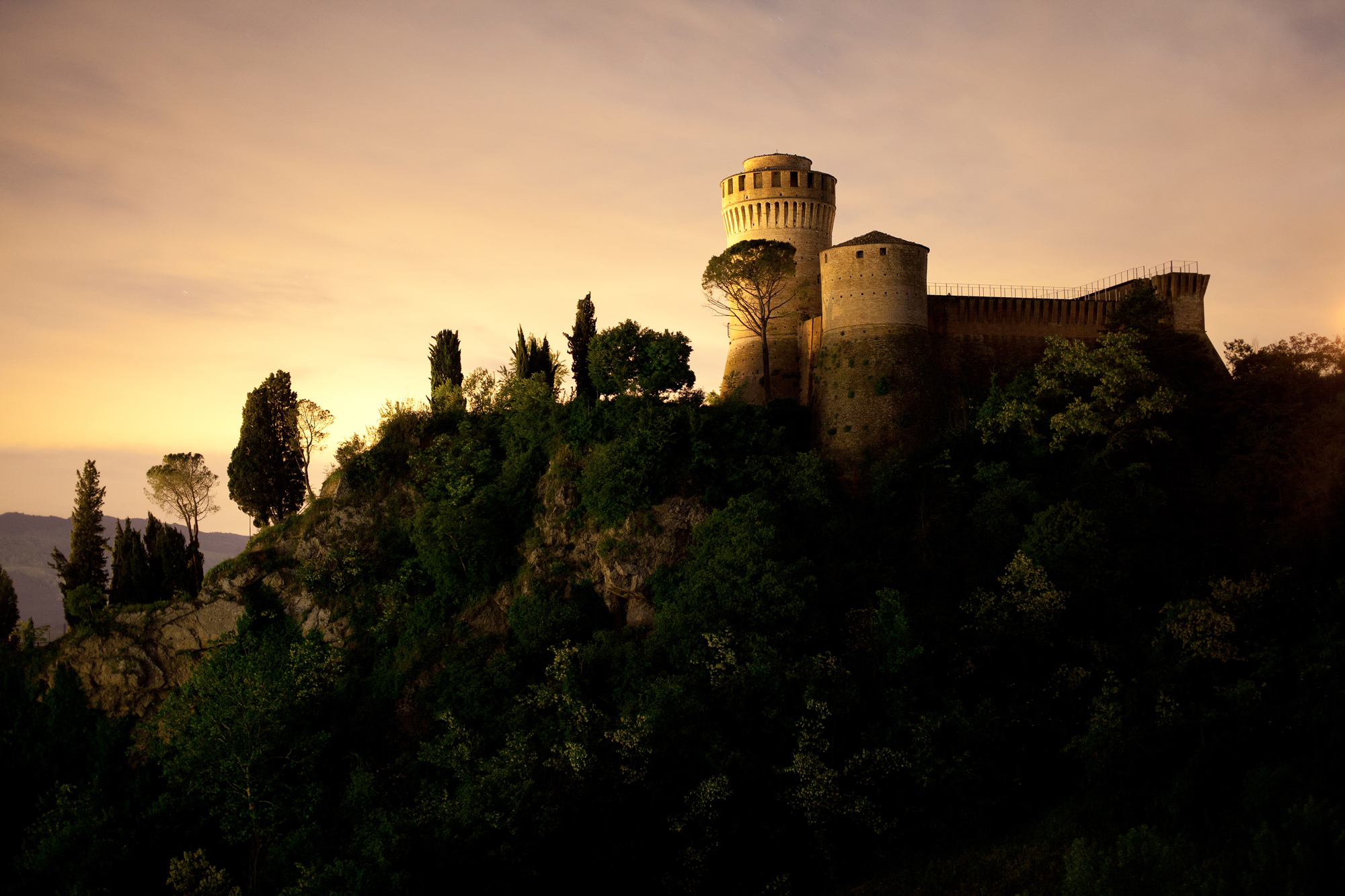
La Rocca Manfrediana e Veneziana di Brisighella.

Le origini del borgo risalgono alla fine del Duecento, quando il condottiero Maghinardo Pagani edificò, su uno dei tre scogli di selenite, quella che divenne la roccaforte più importante della valle del Lamone.
Nel 1310 Francesco Manfredi, primo signore di Faenza, eresse su un altro spuntone di roccia la rocca di Brisighella. Essa venne rimaneggiata da un suo discendente, Astorgio, intorno alla metà del Quattrocento, infine fu completata dai Veneziani nel 1508 con la torre più alta, raccordata alla cinta di mura. Diversi fattori concorsero a favorire una crescita progressiva del centro abitato: la posizione lungo la strada di fondovalle del Lamone, propizia ai commerci; la presenza di ben due fortificazioni (la rocca e la torre); l'abbondanza di gesso, prezioso materiale da costruzione e merce di scambio. Brisighella fu possesso diretto del Papa tra il 1356 ed il 1376, dopodiché ritornò sotto il dominio dei Manfredi. I brisighellesi furono sempre fedele ai Manfredi, che ricambiarono elevando la cittadina a capoluogo della valle del Lamone nel 1411.
Il 1º febbraio 1425 si combatté un’aspra battaglia tra i Brisighellesi e la Repubblica di Firenze. I Manfredi si erano alleati con il Duca di Milano Filippo Maria Visconti il quale aveva mire espansionistiche verso la Toscana. I Fiorentini formarono un esercito ed invasero la valle del Lamone per attaccare la città manfreda. I Fiorentini, comandati dai condottieri Oddo Fortebraccio e Niccolò Piccinino, furono invece fermati a Brisighella, che oppose una tenace resistenza. Nello scontrò il Fortebraccio trovò la morte e il Piccinino venne catturato e fatto prigioniero.
Negli anni 1457-66, Astorgio II Manfredi fece cingere la città da una cinta muraria dotata di tre porte: Porta Gabalo verso est, Porta Bonfante ad ovest, e Porta delle Cannelle (poi detta Fiorentina) a sud. L'attuale piazza del Monte fu destinata al mercato del mercoledì, mentre piazza Marconi assunse il ruolo di centro della vita civile. Nel 1459 fu costruito il Palazzo della Comunità, sede del governo locale.
Dopo una breve parentesi di dominio veneziano, dal 1509 Brisighella tornò nello Stato Pontificio. Verso la fine del Cinquecento il paese iniziò ad estendersi al di là della cinta muraria. Sorsero nuove case lungo le vie dell'Abbondanza, Roma e Baccarini. Nacque un sobborgo che poi divenne il centro dello sviluppo urbano tra Seicento e Ottocento. Brisighella fu colpita da terremoti distruttivi nel 1625, nel 1690 e nel 1781, il secondo dei quali causò seri danni anche alla rocca.
Negli anni 1824-28 l'antico palazzo Comunale fu ricostruito in stile neoclassico su progetto di Antonio Melari; in un'ala del fabbricato fu edificato il Teatro Pedrini, realizzato nel 1830-32 su progetto di Giuseppe Mascolini. Nel 1837 il percorso della strada provinciale all'interno del paese fu spostato su via della Fossa e via Roma, al fine di facilitare il traffico; per allargare la strada furono abbattute Porta Gabalo e Porta Fiorentina (Porta Bonfante venne demolita nel 1849). Piazza Carducci fu abbellita sul lato nord da due edifici con porticati: da allora la sua attrattiva aumentò fino a diventare, si può dire, il centro "moderno" di Brisighella. Nel 1850 la torre di Torsello fu demolita e sostituita con l'attuale Torre dell'Orologio.
Nel 1859 le Legazioni pontificie furono annesse al Regno di Sardegna, che nel 1861 divenne Regno d'Italia. Nel 1887 Brisighella fu raggiunta dalla ferrovia Firenze-Faenza. A lato della strada ferrata fu realizzato anche l'acquedotto (1896). Nel 1893-94 furono costruite le scuole elementari. La strada provinciale fu spostata su un tracciato ancora più esterno al paese, parallelamente alla ferrovia (l'attuale via Maglioni). La nuova arteria attrasse la costruzione di nuove case sin dai primi decenni del Novecento.
Nel primo dopoguerra la popolazione conobbe un cospicuo incremento, mentre nel secondo dopoguerra si registrò invece un grave calo demografico. Nel 1959 fu costruita la scuola di Avviamento Professionale, poi Media, "Giuseppe Ugonia". Nel 1962 fu inaugurato il nuovo stabilimento termale.
Nei primi anni settanta fu realizzata la zona sportiva, con impianti per le varie discipline. Il 26 giugno 1977 fu inaugurato il Museo della Civiltà Contadina all’interno della Rocca. Alla fine degli anni 1990 è stato avviato un piano di recupero degli edifici del centro storico, con la ripavimentazione di piazza Marconi (2000). Negli ultimi decenni del XX secolo il calo demografico è continuato.
Dal 1972 la popolazione ha contribuito alla ricerca sui fattori di rischio cardiovascolari aderendo al "Brisighella Heart Study" un progetto scientifico iniziato dal professor Giancarlo Descovich dell'Università di Bologna e proseguito dal professor Antonio Gaddi.

### Simboli
Lo stemma del Comune di Brisighella è stato riconosciuto con decreto del capo del Governo del 25 luglio 1937 e modificato con decreto del presidente della Repubblica del 28 dicembre 1965.
Il capro (o becco) potrebbe essere un'arma parlante con riferimento alla Signoria di Beccusano, da cui dipendeva Brisighella, o ricordare la presenza di un antico tempio romano dedicato a Giove Ammone dove ora sorge la pieve di San Giovanni in Ottavo.
Il gonfalone è un drappo troncato di azzurro e di verde.

## Monumenti e luoghi d'interesse

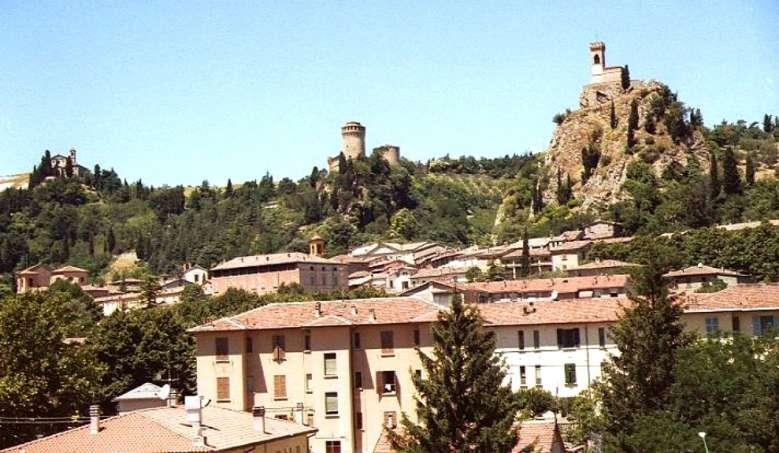
I tre colli di Brisighella

### Architetture religiose
- Chiesa di San Michele Arcangelo: è la parrocchiale del paese e risale al XVII secolo.
- Santuario del Monticino: sorge sul terzo colle di Brisighella. Fu eretto nel 1758-59 in sostituzione di un edificio preesistente. Vi si custodisce una sacra immagine in terracotta raffigurante la Madonna con Bambino risalente al 1626.[24] L'immagine, di piccole dimensioni, rappresenta la Vergine a mezza figura, vestita di tunica rossastra, cinta da una fascia bianca. Un manto di color verde scuro le ricopre il capo.[25] L'interno del santuario, ad una sola navata, è ornato di eleganti pilastri con capitelli di ordine ionico. L'altare principale è rivestito di marmi pregiati. Nell'abside sono visibili affreschi del pittore faentino Savino Lega (Faenza, 1813-1889).[26] La facciata è stata notevolmente ampliata nel 1926 su progetto di Edoardo Collamarini. In onore della Madonna del Monticino, nel mese di settembre si celebra, dal 1662, una tra le più antiche sagre di Romagna.[27] La festa del Santuario cade la domenica successiva l'8 settembre.
- La Pieve di S. Maria in Tiberiaco.[28] Sita sul Monte Mauro, la chiesa ha origini remote. Fu edificata nel VI secolo per volere dell'imperatore bizantino Maurizio (582-602). Egli stesso la dedicò a Maria Assunta e le conferì il titolo, di diritto imperiale, di Beata Vergine Assunta in Tiberiaco.[29][30] La chiesa ha attraversato tutte le epoche storiche. Nel corso del XX secolo fu ridotta a rudere. Il restauro si è concluso nel primo decennio del XXI secolo. Al suo interno si possono notare artistici dipinti e le vestigia delle antiche mura del castrum Tiberiacis.
- La Pieve di S. Giovanni Battista in Ottavo (o pieve del Tho), costruita fra l'VIII e il X secolo (su un tempio romano del V secolo) è denominata in tal modo per la sua collocazione all'ottavo miglio da Faenza lungo la strada per l'Etruria (Via Faventina). Fu edificata in stile romanico utilizzando materiale di recupero. L'interno, a pianta basilicale, è a tre navate. Il documento più antico che ne attesta l'esistenza risale all'anno 909[31]. Di particolare interesse il paliotto d'altare risalente all'VIII secolo che, per tema decorativo e tipo di lavorazione costituisce un unicum nel panorama della produzione artistica altomedievale locale. Di pregevole fattura artistica il dipinto raffigurante San Paolo che predica nell'Areopago di Atene (attribuito a Benedetto Marini). La cripta conserva vari reperti, tra cui una tomba romana e un'antica macina di olive per uso familiare.[32]
- La Chiesa dell'Osservanza, edificata nel 1520, all'interno conserva una Madonna con Bambino e Santi (1520) del Palmezzano.

### Architetture militari
La Rocca Manfrediana, datata 1228, è caratterizzata da torri cilindriche di cui la più alta è del 1503.

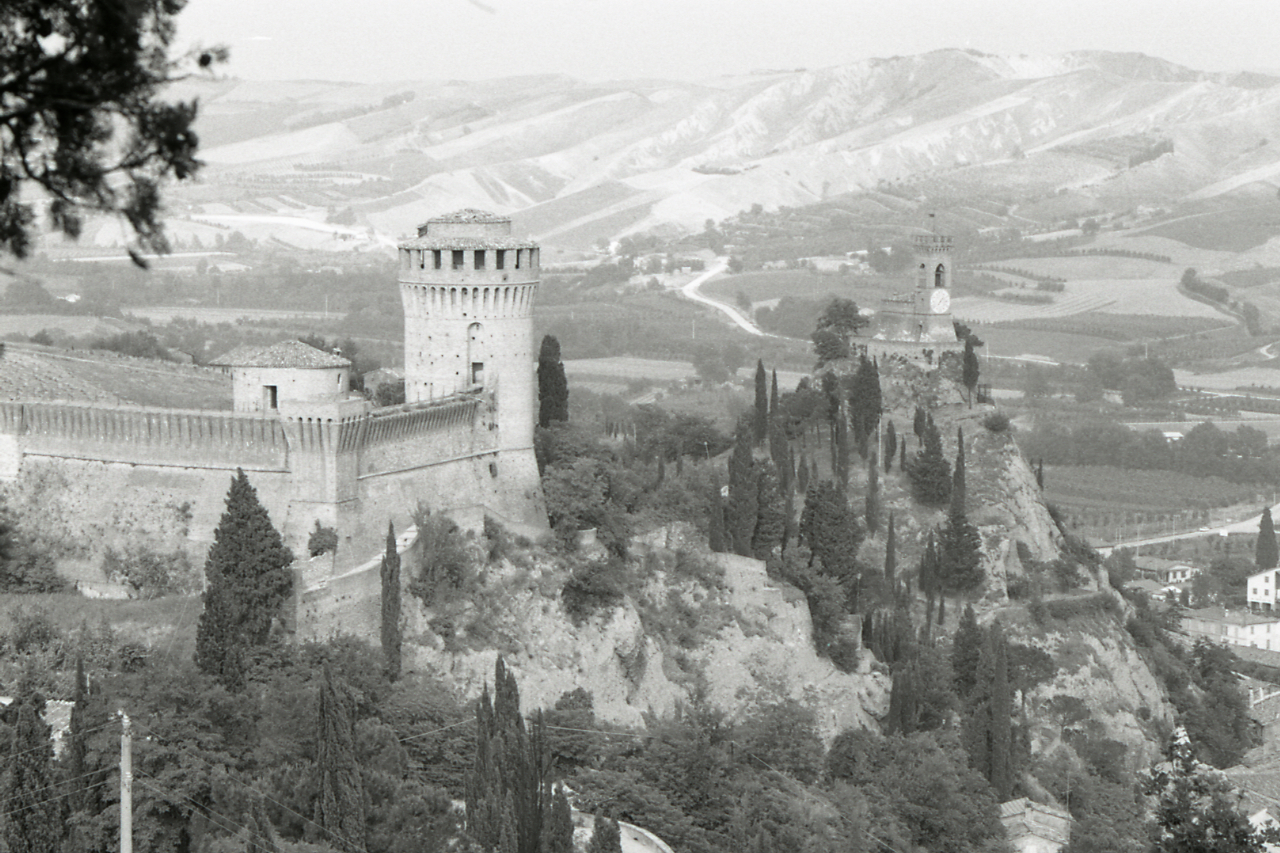
La Rocca Manfrediana con a fianco la torre dell'Orologio, fotografate da Paolo Monti nel 1974.

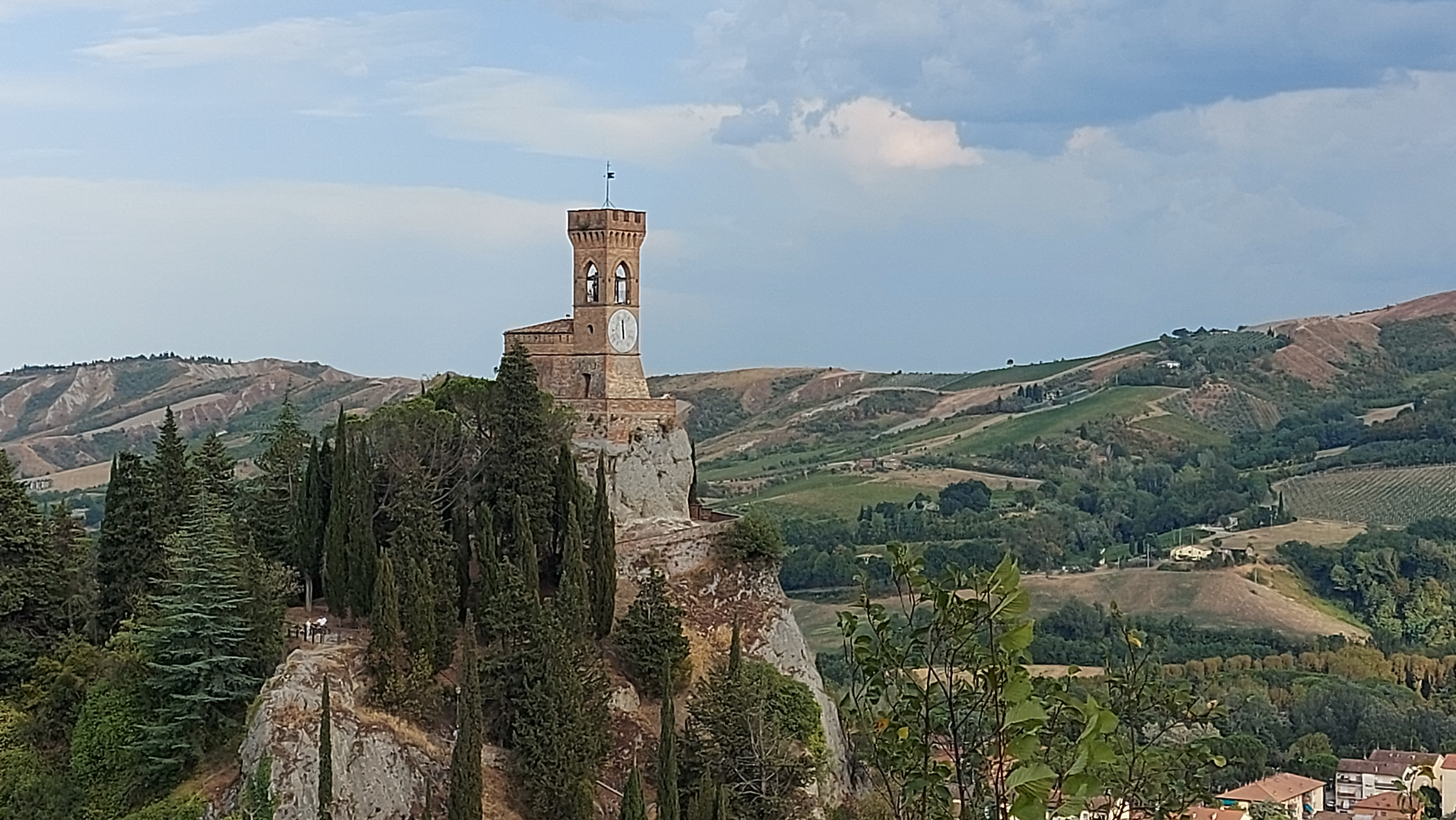
Torre dell'Orologio

La prima roccaforte fu costruita nel 1310 per volere di Francesco Manfredi signore di Faenza. Ripresa dallo Stato della Chiesa con le campagne di Egidio Albornoz, la Santa Sede ne detenne direttamente il possesso dal 1368 al 1376, quando la cedette ai Manfredi, nominati vicari pontifici. La famiglia nobile faentina governò quasi ininterrottamente durante i secoli XIV e XV. In questo lungo periodo fu soggetta ad ampliamenti e ammodernamenti a cura di Galeazzo Manfredi nel 1394 e di Astorre II nel 1457 e 1466.
Conquistata da Cesare Borgia nell'anno 1500, alla sua caduta (avvenuta nel 1503), la rocca fu conquistata dai Veneziani. All'epoca la rocca possedeva solo la torre minore (detta il torricino): durante il breve dominio della Serenissima (1503-1509) venne ulteriormente ampliata e dotata dell'imponente torrione circolare.
Sulle colline sopra Brisighella, lungo il crinale dell'Appennino Tosco-Romagnolo, sono presenti diverse fortificazioni medioevali a difesa e controllo del territorio.
- La Torre del Marino venne eretta dalla famiglia dei Naldi nel 1460 per scopi di avvistamento: dalla torre si può dominare, infatti, la Valle del Senio e una vasta area collinare. A base quadrata e costruita tutta in laterizio, ad eccezione della cordonatura in arenaria, la torre costituì il prototipo architettonico per le successive Torri di Cavina (1491) e di Pratesi (1510 circa), situate alcuni chilometri a monte della Vena del Gesso.[34] Dal 1794 diventa di proprietà di Antonio Marino dal quale eredita l'attuale nome.[35] In seguito alle vicende belliche (è stata bersaglio dell'artiglieria tedesca durante la II Guerra Mondiale) sono crollati il soffitto e le volte di sostegno dei vari piani interni: conserva ancora tracce di scale e i resti di un camino monumentale. Rimasta priva di merlatura, presenta comunque interessanti soluzioni di architettura militare rinascimentale.
- Torre Cavina, o Torre di Cavina, è stata costruita tra il XIV e il XV secolo e il nome lascia intendere che un tempo esistessero più torri edificate in questa località dai membri della famiglia Cavina. Il cognome stesso e il toponimo deriva da "caba" cioè forra, fogna e si riferisce probabilmente al torrente Sintria, che qui scorre entro un alveo incassato e profondo.[36]
- Torre Cavina-Pratesi, oggi semplicemente Pratesi, fu innalzata nel 1510 circa da Antonio Menini detto "il Pratese", discendente della stirpe dei Cavina e probabile suo costruttore.[37] Dal XVII secolo, a seguito dell'introduzione delle armi da fuoco, la torre perse la sua funzione militare e venne riconvertita a casino di caccia. A fianco alla torre fu costruita nell'Ottocento una casa colonica.
- Castello di Rontana, in rovina, si ergeva sulla cima del Monte di Rontana ed è ricordato per la prima volta nel 973 con Ugone di Rontana.[38] Nel corso dei secoli, la fortificazione appartenne, in successione: ai forlivesi (1201), ai faentini (1209), ai Manfredi (1291), a Maghinardo Pagani (1292), ai Manfredi di Marradi (1413), alternativamente ai Manfredi e alla Santa Sede (durante il XIV secolo). Nel 1500 fu espugnato da Dionigi Naldi per conto di Cesare Borgia; nel 1506 fu dei Veneziani, per poi tornare nuovamente nello Stato Pontificio. Nel 1591 Papa Gregorio XIV ordinò la sua demolizione, essendo diventato il rifugio di una grossa banda di briganti. Il castello da allora non venne più riedificato e ad oggi non restano che pochi ruderi.
- La Torretta è una fortificazione medioevale in pietra arenaria il cui nome e l'attuale configurazione sono ciò che resta di una torre di avvistamento eretta probabilmente nel XV secolo, a breve distanza dal luogo presso cui sorgeva l'antico "Castrum" di Fognano (XIII secolo).[39] Attualmente la torre risulta inglobata in un edificio colonico.
- Torre e castello di Ceparano.[40]

### Architetture civili

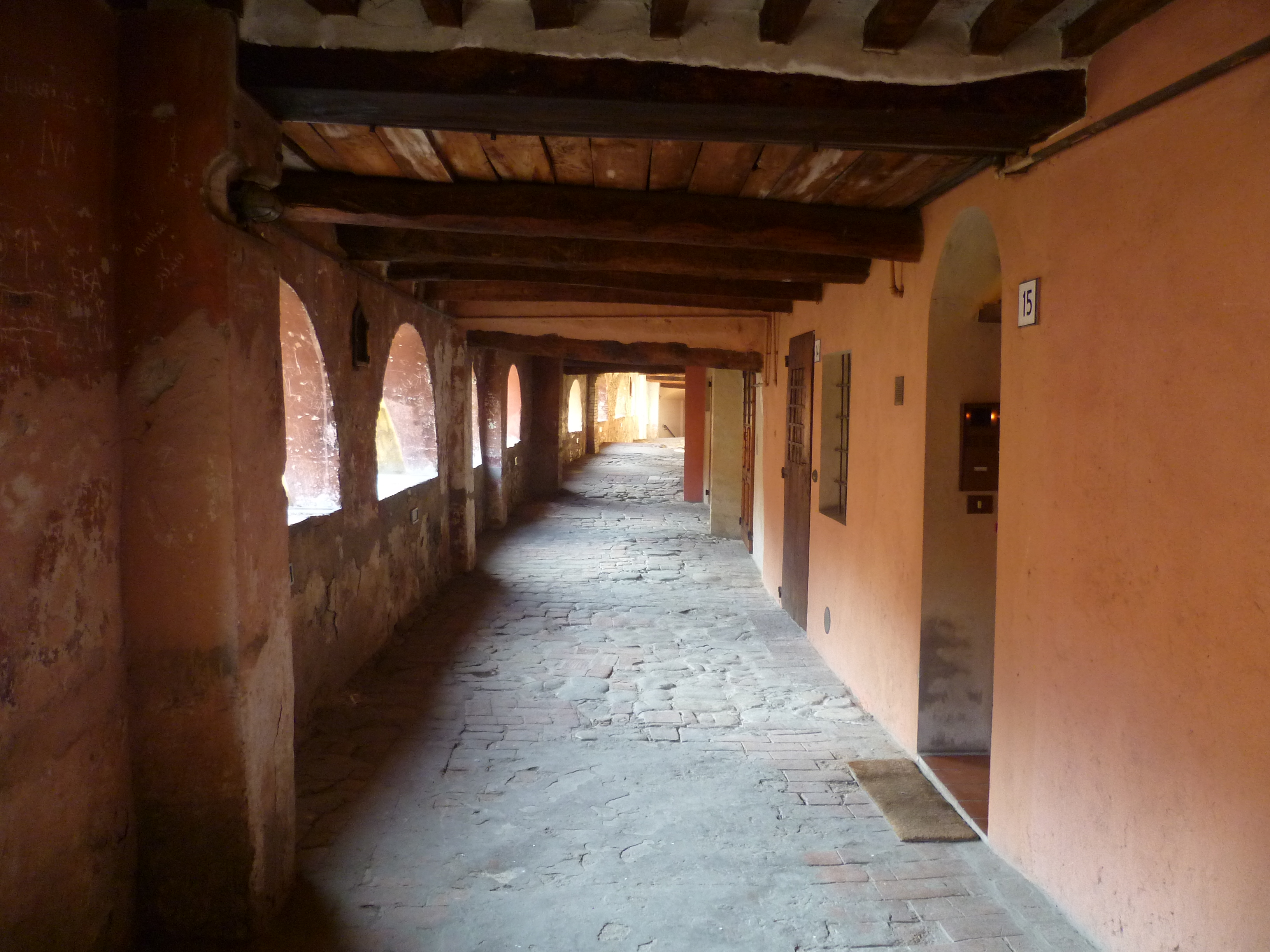
Uno scorcio di via degli Asini

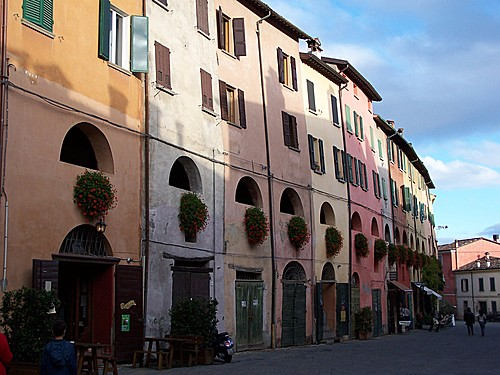
Via Naldi con l'esterno della via degli Asini

La via del Borgo, nota anche con il nome di via degli Asini, è una suggestiva strada sopraelevata, quasi interamente coperta da archi di ampiezze differenti. Anticamente poggiata su una larga base di roccia, rivestiva un'importante funzione difensiva, attestata dalla presenza di una compatta fila di case a protezione del lato sud del borgo. Solo in un secondo tempo lo zoccolo fu scavato per ricavarne stalle, fondaci e negozi, trasformando così il portico in una sopraelevata. Il nome di via degli Asini deriva dall'uso di far passare per la via le carovane di animali adibiti al trasporto del materiale dalle vicine cave di gesso.
Nel centro del paese è possibile ammirare anche:
- La fontana vecchia: costruita nel 1490, è la più antica fontana pubblica di Brisighella
- Il monumento ai caduti Il fante che dorme, opera in bronzo di Domenico Rambelli

### Aree naturali

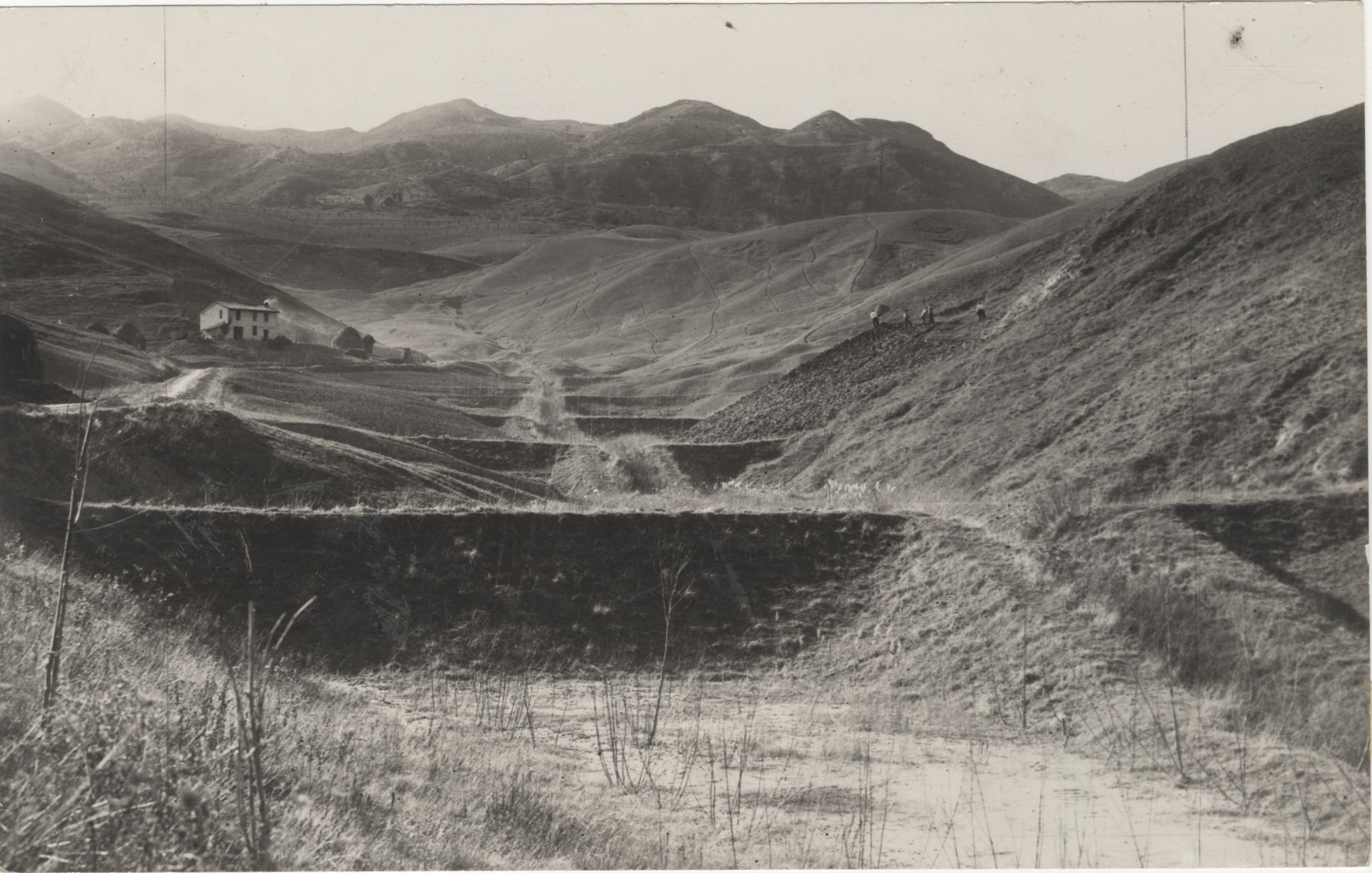
Lavori di sistemazione dei calanchi di Brisighella nel 1952

- Parte del territorio comunale di Brisighella ricade nel Parco regionale della Vena del Gesso Romagnola.

## Società

### Evoluzione demografica
Abitanti censiti

### Etnie e minoranze straniere
Al 31 dicembre 2021 i residenti stranieri erano 650, pari all'8,9% della popolazione.

### Religione
Nella Chiesa Collegiata si venera l'immagine della Madonna delle Grazie. La devozione ebbe origine nel XV secolo e provenne da Faenza. Nell'anno 1412, durante una spaventosa epidemia di peste, la Vergine apparve alla nobile Giovanna Sagramori, mentre pregava nella Chiesa di San Domenico. Furono talmente numerose le grazie che la Madonna donò al popolo faentino, che ne fu dipinta l'immagine su una parete. Verso l'anno 1450 un pittore locale dipinse su tre tavole di quercia l'immagine della Beata Vergine delle Grazie, nella stessa iconografia dell'immagine venerata a Faenza, che si caratterizza perché regge nelle mani sei frecce spezzate (allusione alla pestilenza estinta per la sua intercessione). Una di queste tavole fu acquistata da una ricca famiglia brisighellese, che la tenne in venerazione nella propria casa. In seguito la stupenda immagine venne lasciata per testamento all'arciprete di Brisighella, con l'obbligo che la esponesse alla pubblica venerazione nella Chiesa Parrocchiale. Da allora la sacra immagine è conservata nella chiesa arcipretale. Nel 1632, in ringraziamento delle grazie concesse durante un'altra epidemia (la famosa peste manzoniana), l'immagine venne incoronata.

## Cultura

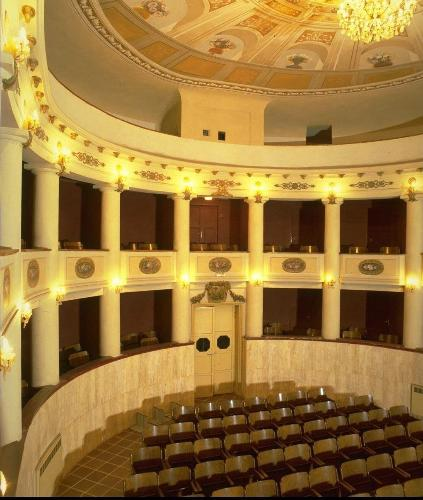
Interno del Teatro Maria Pedrini

Brisighella fa parte dei Borghi più Belli d'Italia e ha ottenuto la Bandiera Arancione dal Touring Club Italiano. 

### Musei
- Museo civico "G. Ugonia" - Il nucleo del museo è costituito dal lascito di 400 opere del pittore e litografo Giuseppe Ugonia (1881-1944). In seguito si è aggiunta la donazione di mille incisioni di vari autori del XIX e XX secolo. Dalla fine degli anni 1970 ha sede nell'edificio dell'ex Pretura.
- Museo del lavoro contadino - Fu fondato con lo scopo di conservare e preservare gli utensili adoperati nei lavori agricoli che, a causa dell'avanzata industrializzazione, rischiavano di andare perduti. Realizzato nel 1977 partendo dalla collezione di attrezzi agricoli del pittore Elvio Cornacchia, il museo ha sede nella Rocca.
- Museo della Resistenza o mostra permanente del Centro di documentazione dalla Resistenza "Cà Malanca" - Istituito nel 1990, ha lo scopo di documentare il periodo 1944-1945, durante il quale l'avanzata degli Alleati si fermò per otto lunghi mesi lungo la Linea Gotica. Cà Malanca si trova nella frazione Fornazzano.
- Museo geologico all'aperto ex cava del Monticino.[46]
- Centro visite Cà Carnè con esposizione di animali tassidermizzati presenti del parco della Vena del Gesso Romagnola.[47]

### Letteratura
È ambientato all'interno della Rocca di Brisighella il drammatico finale del romanzo storico Il figlio del cardinale della scrittrice irlandese Ethel Lilian Voynich (I edizione inglese: 1897), semisconosciuto in Italia ma di enorme successo nel mondo comunista ai tempi della guerra fredda.

### Cucina

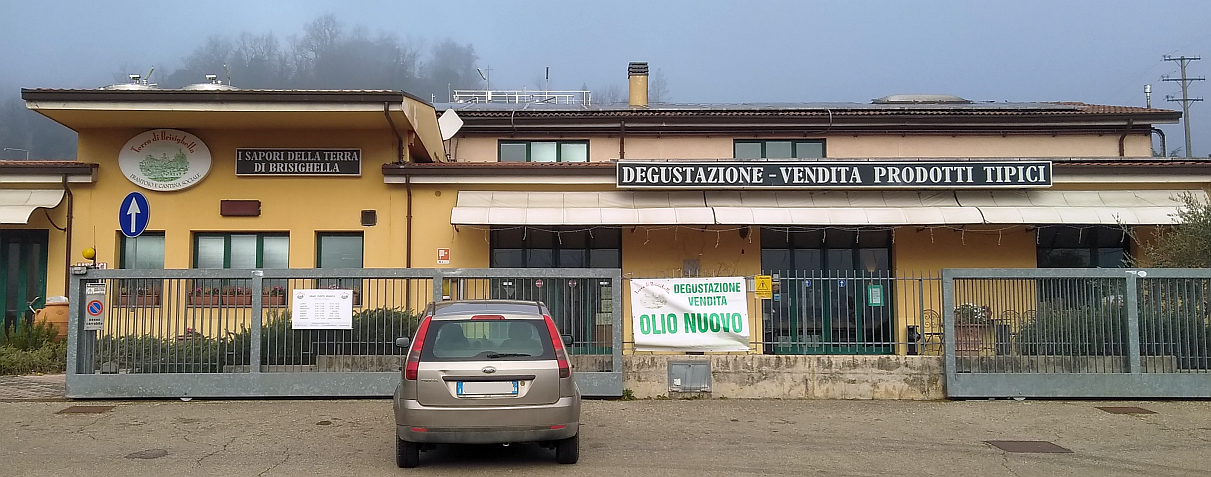
Spaccio della cantina e del frantoio sociali.

Brisighella è il centro della zona di produzione dell'olio di oliva riconosciuto dalla omonima D.O.P., ed è incluso nell'area di produzione del vino a Denominazione di Origine Controllata Sangiovese di Romagna.

Un altro prodotto tipico delle terre brisighellesi è il carciofo moretto, incluso nell'Arca del Gusto di Slow Food.

## Economia

### Turismo
La vocazione turistica di Brisighella è evidenziata dall'esistenza, nel territorio comunale, di oltre 130 km di sentieri per escursioni, lungo i quali si allineano nove punti panoramici e tre rifugi. Sono osservabili ben 106 cavità naturali.
Brisighella fa parte dei circuiti "I borghi più belli d'Italia" e "Cittaslow", oltre a essere Bandiera arancione del Touring Club Italiano.

### Artigianato
Per quanto riguarda l'artigianato, Brisighella è rinomata per la produzione di ceramiche, per la lavorazione del ferro battuto e per i laboratori di pizzi ai ferri.

## Infrastrutture e trasporti
Il comune è attraversato dalla Strada statale 302 "Brisighellese Ravennate", principale via di comunicazione da una parte, verso Faenza (e la Via Emilia) e, dall'altra, verso la Toscana.
La linea ferroviaria faentina corre quasi parallela alla strada statale. Nel territorio del comune sono presenti 6 stazioni o fermate, di cui 5 ancora attive: 
- Stazione di Brisighella
- Stazione di Fognano
- Stazione di San Cassiano
- Stazione di San Martino in Gattara
- Stazione di Strada Casale

La stazione di Sant'Eufemia di Brisighella non è più operativa.

## Amministrazione

Il gonfalone comunale

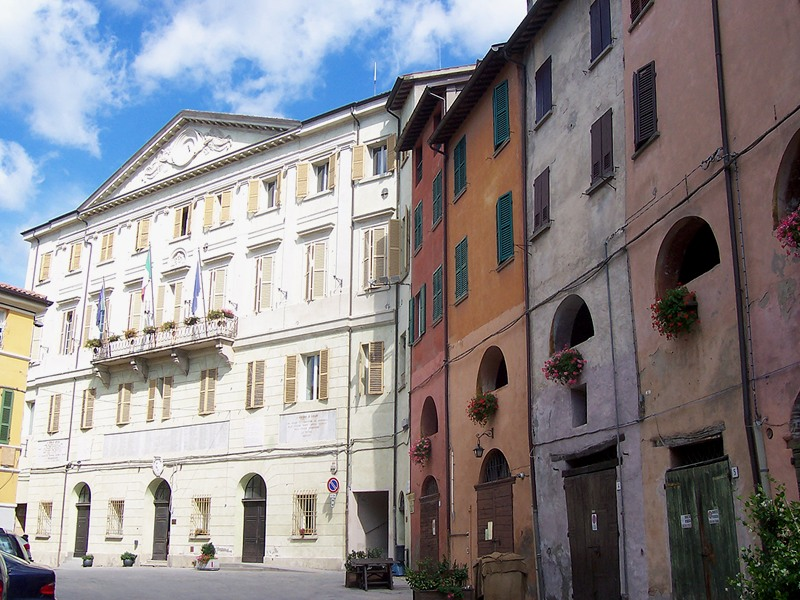
Palazzo comunale

Il comune di Brisighella ha fatto parte fino al 2009 della Comunità montana Appennino Faentino.
Dal 2009 al 2011 ha fatto parte dell'Unione dei comuni di Brisighella, Casola Valsenio e Riolo Terme e dal 1º gennaio 2012 è parte dell'Unione della Romagna Faentina.

### Sindaci precedenti
| Periodo          | Periodo         | Primo cittadino         | Partito                              | Carica                  | Note                 |
| ---------------- | --------------- | ----------------------- | ------------------------------------ | ----------------------- | -------------------- |
| 17 marzo 1946    | 1947            | Carlo Cavina            | Partito Socialista Italiano          | Sindaco                 | Dimissioni           |
| 1947             | 27 maggio 1951  | Ermenegildo Montevecchi | Partito Comunista Italiano           | Sindaco                 |                      |
| 27 maggio 1951   | 27 maggio 1956  | Augusto Piccinini       | Democrazia Cristiana                 | Sindaco                 |                      |
| 27 maggio 1956   | 6 novembre 1960 | Beniamino Baldi         | Democrazia Cristiana                 | Sindaco                 |                      |
| Dicembre 1960    | 28 maggio 1961  |                         |                                      | Commissario prefettizio | [ 58 ]               |
| 28 maggio 1961   | 13 giugno 1971  | Achille Albonetti       | Democrazia Cristiana                 | Sindaco                 | Confermato nel 1966. |
| 13 giugno 1971   | ...             | Egisto Pelliconi        | Democrazia Cristiana                 | Sindaco                 |                      |
| ...              | ...             | ...                     |                                      | Sindaco                 |                      |
| 20 marzo 1987    | 26 luglio 1990  | Vincenzo Galassini      | Partito Socialista Italiano          | Sindaco                 | [ 59 ]               |
| 30 luglio 1990   | 11 ottobre 1993 | Cesare Sangiorgi        | Democrazia Cristiana                 | Sindaco                 | [ 59 ]               |
| 19 novembre 1993 | 23 aprile 1995  | Tiziano Samorè          | Democrazia Cristiana                 | Sindaco                 | [ 59 ]               |
| 24 aprile 1995   | 13 giugno 1999  | Tiziano Samorè          | Partito Democratico della Sinistra   | Sindaco                 | [ 59 ]               |
| 14 giugno 1999   | 14 giugno 2004  | Cesare Sangiorgi        | Lista civica                         | Sindaco                 | [ 59 ]               |
| 15 giugno 2004   | 8 giugno 2009   | Cesare Sangiorgi        | Lista civica                         | Sindaco                 | [ 59 ]               |
| 9 giugno 2009    | 26 maggio 2014  | Davide Missiroli        | Lista civica                         | Sindaco                 | [ 59 ]               |
| 27 maggio 2014   | 26 maggio 2019  | Davide Missiroli        | Lista civica Insieme per Brisighella | Sindaco                 | [ 59 ]               |
| 27 maggio 2019   | 10 giugno 2024  | Massimiliano Pederzoli  | Lista civica Per il buon governo     | Sindaco                 | [ 59 ]               |
| 10 giugno 2024   | in carica       | Massimiliano Pederzoli  | Lista civica Per il buon governo     | Sindaco                 | [ 59 ]               |

### Gemellaggi
- Zwingenberg (Assia)